# Clot de la Casanova
El Clot de la Casa Nova és un cap de vall petit del terme municipal de Monistrol de Calders, al Moianès.
Està situat al sud del poble, en el sector meridional de la Urbanització Masia del Solà. És al costat de ponent de la Casa Nova.